# Тошкент (станція метро)
41°17′31″ пн. ш. 69°17′10″ сх. д. / 41.29194° пн. ш. 69.28611° сх. д.
Тошкент (узб. Toshkent ) — станція Узбекистонської лінії Ташкентського метрополітену. Розташована між станціями Ойбек і Машинасозлар, під привокзальною площею.

## Історія
Відкрита 8 грудня 1984 у складі черги Алішер Навої — Тошкент (перша черга будівництва лінії).

## Конструкція
Колонна трипрогінна станція мілкого закладення з однією прямою острівною платформою має два підземних вестибюля.

## Колійний розвиток
Станція має оборотні тупики.

## Оздоблення
Прикраси стін і стелі схожі на головну частину колон і виконані в традиційному національному дусі, у сходових спусках на платформу виконано зображення, присвячені 2200 річчю Ташкента і темі «Ташкент — місто миру і дружби» тут же зображено герб міста. При оздобленні станції широко використано мармур, граніт, кераміку, метал, скло тощо.

## Пересадки
- Автобуси: 12, 16, 22, 26, 37, 40, 46, 55, 60, 62, 68, 69, 70, 76, 78, 81, 93, 127.